# تپه مرجان قیطول ۷
تپه مرجان قیطول ۷ در شهرستان گیلانغرب، بخش مرکزی، دهستان حومه، ۷۵۰ متری شرق روستای مرجان قیطول واقع شده و این اثر در تاریخ ۲۶ اسفند ۱۳۸۷ با شمارهٔ ثبت ۲۵۶۳۹ به‌عنوان یکی از آثار ملی ایران به ثبت رسیده است.